# Omphalotropis cookei
Omphalotropis cookei é uma espécie de gastrópode  da família Assimineidae.
Pode ser encontrada nos seguintes países: Guam e Marianas Setentrionais.